# Harzburgite
La Harzburgite è una roccia ignea ultramafica; è una varietà di peridotite composta da olivina e pirosseni a basso tenore di calcio (enstatite) e deriva il suo nome dalle montagne di Harz in Germania. Contiene comunemente, dello spinello cromifero come minerale accessorio. La varietà di harzburgite granatifera è molto meno comune e si ritrova solo come xenolite nelle kimberliti.
Le Harzburgiti si formano con la fusione parziale della peridotite ricca di pirosseni, detta lherzolite. Il magma prodotto dalla fusione parziale delle harzburgiti può effondere (tipicamente lungo le dorsali oceaniche) sotto forma di basalto. Se il processo di fusione continua, tutto il pirosseno presente passa nella fase fluida lasciando una roccia madre peridotitica, priva di pirosseni, detta dunite. L'harzburgite può formarsi anche con l'accumulo di olivina e pirosseno ipocalcico in grandi camere magmatiche in profondità nella crosta oceanica.

## Composizione chimica e norma

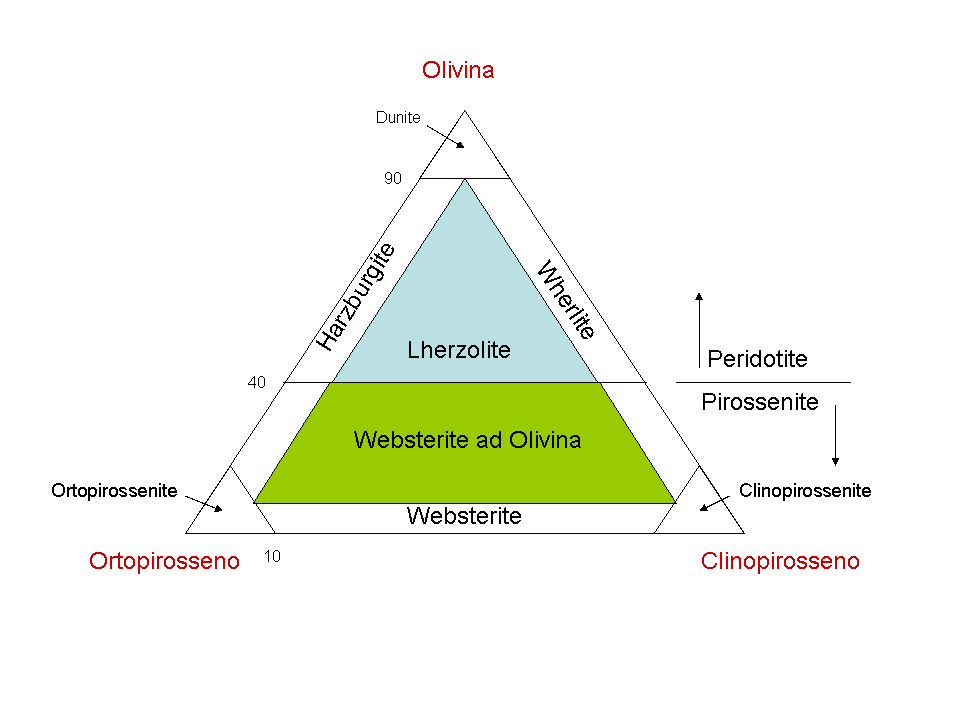
Classificazione delle rocce ignee ultramafiche in base al loro contenuto di olivina e pirosseni

|       | % in peso |
| ----- | --------- |
| SiO2  | 43,73     |
| TiO2  | 0,28      |
| Al2O3 | 2,57      |
| Fe2O3 | 6,00      |
| FeO   | 7,09      |
| MnO   | 0,16      |
| MgO   | 36,34     |
| CaO   | 3,18      |
| Na2O  | 0,34      |
| K2O   | 0,15      |
| P2O5  | 0,14      |

|            | % in peso |
| ---------- | --------- |
| Ortoclasio | 0,83      |
| Albite     | 2,50      |
| Anortite   | 4,17      |
| Diopside   | 6,93      |
| Iperstene  | 21,13     |
| Olivina    | 46,22     |
| Magnetite  | 7,94      |
| Ilmenite   | 0,50      |
| Apatite    | 0,30      |

## Diffusione
L'harzburgite è la peridotite più comune nelle ofioliti, che si ritiene siano parti di crosta oceanica sovrimposta al continente in seguito alla collisione con la crosta continentale. 
Può essere trovata anche in associazione ai massicci peridotidici alpini, composti principalmente da lherzolite che rappresentano il mantello subcontinentale esposto dal processo orogenetico.
L'harzburgite granatifera si trova solo come xenolite.